# Square Saint-Laurent
Le square Saint-Laurent est un espace vert du 10e arrondissement de Paris.

## Situation et accès
Le square Saint-Laurent est situé dans l'enclos Saint-Laurent contre le bas-côté sud de l'église Saint-Laurent. On y entre par le boulevard de Magenta, au no 68, ou par la rue du Faubourg-Saint-Martin.
Il est desservi par les lignes 4, 5 et 7 à la station de métro Gare de l'Est.

## Équipement

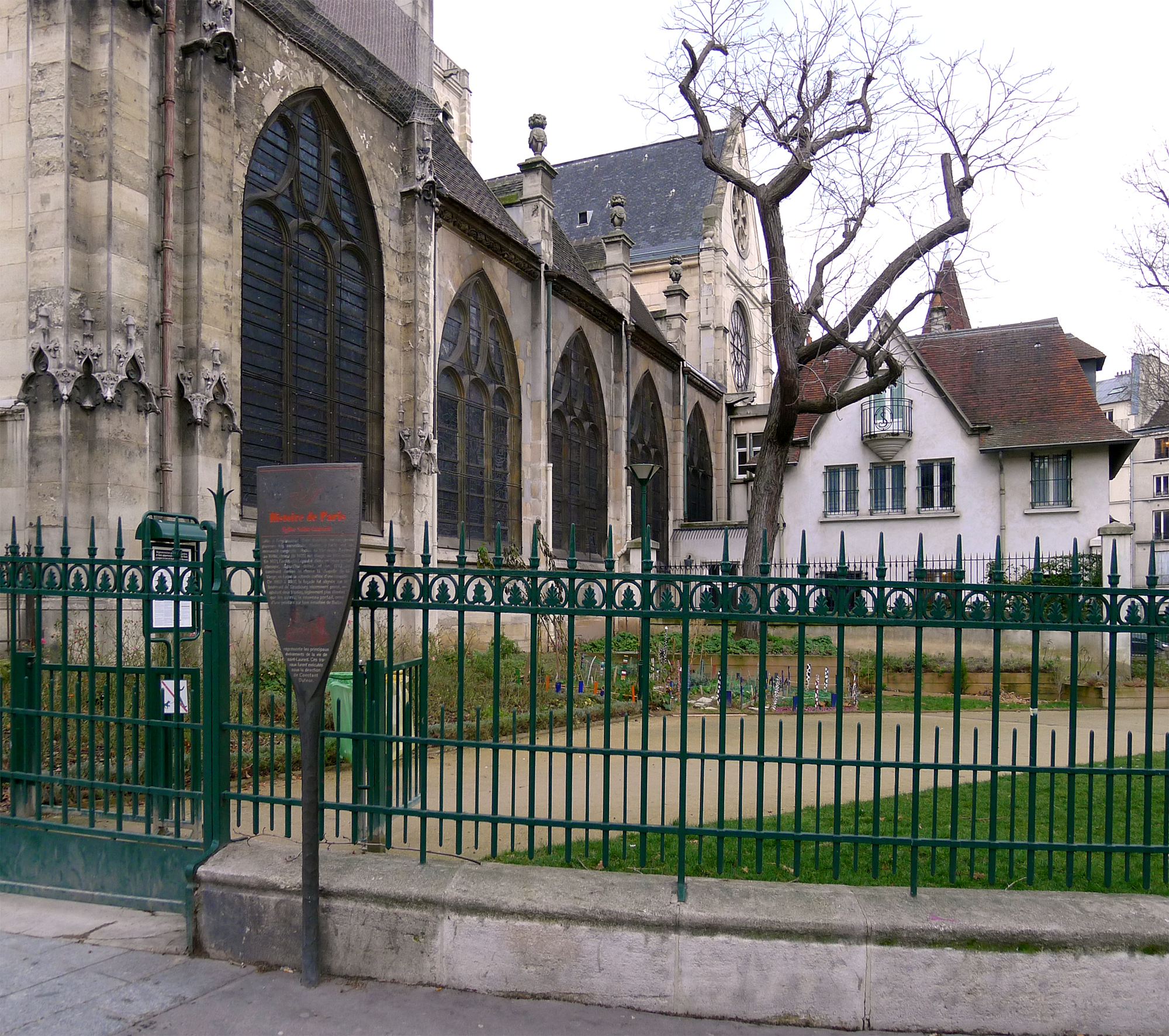
Le square vu depuis le boulevard de Magenta

Avant sa rénovation en 2010, le square était simplement équipé d'une aire de jeux, ainsi que de 19 bancs. 
Il est orné d'une sculpture en pierre : La Réconcilliation (1935) d'Élie Vézien, qui représente deux mères et leurs jeunes enfants au-dessus d'un ballon de foot-ball, symbole de la discorde
La statue Frère et sœur (1897) de Louis Albert-Lefeuvre, a été déposée et remisée.
La fontaine du square Saint-Laurent, œuvre d'André Martin, a fait l'objet d'une inscription comme monument historique en 1970. Elle a été déplacée au jardin Villemin non loin de là.

## Historique

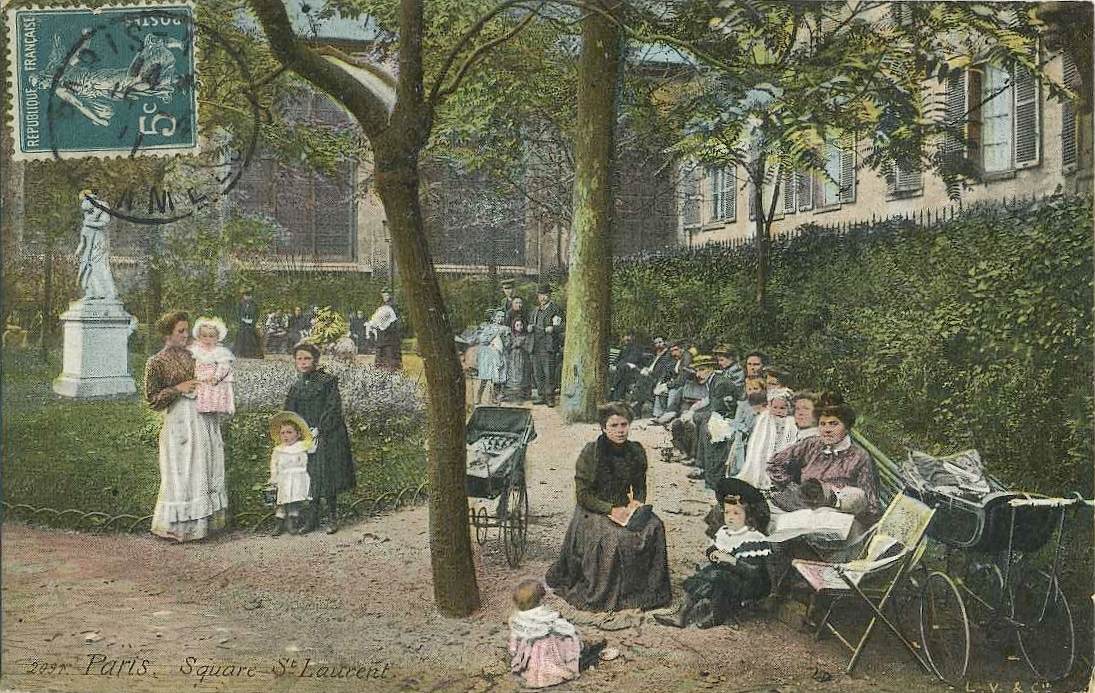
Vue du square vers 1900 (carte postale coloriée ; la statue de Louis Albert-Lefeuvre a été remisée).

Le jardin a été créé en 1896, et restauré en mars 2010. Sa gestion est assurée par l'association Emmaüs, qui y organise des ateliers de jardinage. En 2002, grâce à un vote citoyen au Budget participatif, de nouvelles actions sont entreprises : nouveau dessin végétal, plantation de 4 arbres supplémentaires, modernisation de l'éclairage du square, installation de nouveaux bancs.